# Armorial au serpent
- il comporte peu ou pas de sources.
- certaines figures sont encore dans un format bitmap et doivent être vectorisées.

Le serpent  est une figure naturelle peu utilisée sous ce terme en héraldique. Quelques familles, personnages, villes, associations ou corporations diverses le portent néanmoins dans leurs armoiries.
Il prend de nombreuses autres formes, avec parfois un contexte particulier, comme par exemple : L'amphiptère, le basilic, l'amphisbène, la bisse, le céraste, la couleuvre, la guivre, l'ouroboros, le Graoully, le Selma, la vivre, la vouivre, le dragon…

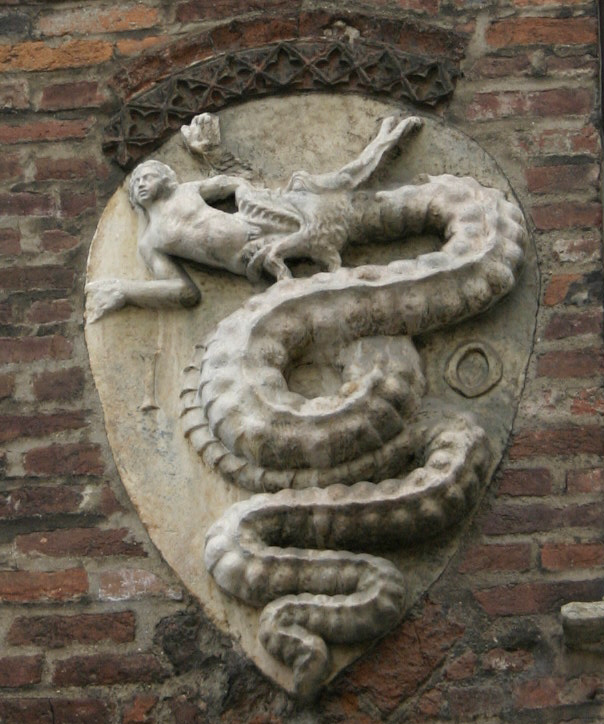
La Vouivre (Biscione en italien), un des symboles de la cité de Milan.

## Serpent

### Or
| Figure | Blasonnement et commentaires |
| ------ | --- |
|        | Famille Brault Coupé : au Ier parti, d'argent à un agneau pascal d'azur et des barons évêques ; au IIe, de pourpre à une couleuvre d'or accostée à dextre et à senestre d'une colombe du même. |
|        | Famille Fouché Sous le chef des Ducs de l'Empire : d'azur, à une colonne d'or, accolée d'un serpent du même, accompagné de cinq mouchetures d'hermine d'argent (2, 2 et 1). |
|        | Ville de Vy-lès-Filain D'azur au faucon empiétant un serpent, le tout d'or ; au franc-canton de gueules chargé de la médaille templière d'argent. |
|        | Victoria University of Manchester D'azur au serpent d'or, au chef bastillé d'azur au soleil levant d'or. |
|        | Ville de Cuntis D'azur à la rivière d'argent ondée d'azur au pont à trois arches d'or surmontée d'une tour d'or, en chef une étoile à six raies du même accostée de deux couleuvres d'or lampasséesde gueules. |
|        | Ville de Sorèze De gueules à la tour d'argent, maçonnée de sable, sommée d'une colombe essorante aussi d'argent, au serpent ondoyant d'or brochant en pointe. |
|        | Ville de Cabestany De gueules à la tête de maure de sable tortillée du champ, enclose dans un ouroboros contourné d’or, à la champagne d’argent chargée de deux trangles ondées de sinople. |
|        | Ville de Castelmoron-d'Albret, (Gironde) De gueules au château d'argent de trois tours, crénelé, ouvert, ajouré et maçonné de sable, la tour du milieu donjonnée et surmontée d'une étoile de six rais d'or, les tours des flancs surmontées chacune d'une fleur de lys aussi d'or, ledit château soutenu d'un serpent d'or ondoyant en pal. |
|        | Ville de Marquein De gueules à la croix estrée d’argent anglées de quatre têtes de serpent d’or. |
|        | Premier bataillon d'infanterie "Ceriñola" De gueules au cygne d'or combattant en tenant dans son bec un serpent d'or. |
|        | Ville de Herbeuville De sinople au serpent ondoyant en pal d’or, à l'étole d’argent attachée à son cou ; accompagné de trois quintefeuilles d’argent, boutonnées d’or. |
|        | Ville de Villeperrot (Yonne) Écartelé, le trait du coupé ondé : au 1er d'or au pairle d'azur, au 2e de sinople à un serpent contourné d'or ondoyant en barre, au 3e de sinople à une hache d'armes d'or posée en bande, au 4e d'or à une grappe de raisin de pourpre pamprée et feuillée au naturel.                                         |
|        | Ville de Quiévelon De sable à trois couleuvres ondoyants d’or, languées de gueules mises en pal 2 et 1, au chef d’azur chargé de trois colombes d’argent. |

### Argent
Les comtes sénateurs de l'Empire portent dans leurs armoiries un franc-quartier ou canton d'azur chargé d'un miroir d'or où se mire un serpent d'argent.
| Figure | Blasonnement et commentaires |
| ------ | --- |
|        | Ville de Černožice D'argent à la mer ondée d'azur au pont à trois arches de sinople surmonté en chef d'un écus de gueules au serpent d'argent . |
|        | Balsthal D'azur, à deux serpents ondoyants d'argent affrontés. |
|        | Elz (Lahn) D'azur au calice d'or avec un bouton et un pied à six pointes, tous deux sertis d'émeraudes, au-dessus duquel est un serpent d'argent dessiné avec une bande rouge dentelée, lampassé fourchu de gueules armés de trois dents, son corps formant un cercle, la tête et le bout de la queue courbés symétriquement vers la pointe.                                      |
|        | Famille Dufriche Desgenetteso D'azur, à la massue en pal d'or, accostée d'un serpent d'argent, à la fasce d'or chargée de trois étoiles du champ, brochant sur le tout ; au canton des Barons Officiers de Santé attachés aux Armées brochant. |
|        | Ville de Theus Parti: au premier d'azur à la fasce d'argent, accompagnée en chef d'un croissant du même et en pointe de trois losanges cousus de geules, au second de geules au serpent ondoyant et tortillé d'argent, posé en pal et couronné d'or de cinq rais |
|        | Ville de Montrond (Hautes-Alpes) De geules à un serpent ondoyant d'argent posé en pal et couronné d'or de cinq fleurons en triangle. |
|        | Ville de Bellinzona De geules au serpent d'argent lampassé de même, l'ondulation de son corps formant deux cercles. |
|        | Lord of Llys-Bradwen De gueules à l’entrelacs de trois serpents d’argent |
|        | Ville de Orschwihr De gueules à la croix pattée d'argent posée en chef, au serpent de même en pointe étendu en fasce et contourné, la tête dirigée vers le chef. |
|        | Ville de Baudonvilliers Coupé de sinople à la vipère d'argent affrontée à un hérisson en défense d'or ; et de gueules à la fontaine héraldique d'or remplie d'azur, traversée de trois sources d'argent surmontée de deux marguerites d'argent boutonnées d'or. |
|        | Maison Serpentard, armes imaginaires De sinople au serpent d'argent. |
|        | Famille Bousquet De sable, à l'épée haute en pal d'or accolée d'un serpent d'argent ; fasce de gueules du tiers de l'écu chargée du signe des chevaliers légionnaires, brochant sur le tout. |
|        | Famille Broussonet Parti, au I, d'azur à la bande componée d'or et de gueules, chargée de deux étoiles d'or sur le gueules et accompagnée en chef d'une étoile du même ; au II, de sable à l'épée haute en pal d'or, tortillée d'un serpent d'argent ; bordure cousue de gueules du tiers de l'écu, chargée du signe des chevaliers légionnaires, posé au deuxième point en chef. |
|        | Famille Poussielgue De sable au chevron d'or, accompagné de deux étoiles d'argent en chef, et en pointe d'un serpent tortillant du même ; champagne cousue de gueules du tiers de l'écu, chargée du signe des chevaliers légionnaires. |

### Azur
| Figure | Blasonnement et commentaires |
| ------ | --- |
|        | Famille de Colbert D'or, à une couleuvre ondoyante d'azur en pal. |
|        | Famille Bro Tiercé en bande : au I, d'or à la sabretache de sable chargée du chiffre 7 du champ et accolée du couleuvre d'azur ; au II, de gueules à l'insigne des chevaliers légionnaires de l'Empire ; au III, d'azur coupé d'une mer de sinople chargé d'un cheval nageant d'argent, allumé et lampassé de gueules, bridé de sable et accompagné à dextre de trois palmiers terrassés d'or. |
|        | Ville de Bissone D'argent à deux serpent affrontés d'azurs. |
|        | Famille Le Minihy D'argent à deux fasces de gueules, chargées de deux bisses affrontées d'azur. |
|        | Ville de L'Épine (Vendée) D'azur au vaisseau d'or, le petit hunier chargé d'un cœur vendéen de gueules, voguant sur une mer d'argent, surmonté de cinq casques aussi d'or tarés de profil ordonnés en chevron, chapé d'argent chargé à dextre d'une colombe contournée du champ et à senestre d'une couleuvre du même posée en pal.                                                            |
|        | Famille Huvier du Mée D'azur, à la fasce d'or, chargée d'une couleuvre ondoyante d'azur, et accompagnée de trois colombes d'argent. |
|        | Baron de Saintt Edmundsbury (en) D'azur à la bande d'or chargées de trois serpents d'azur. |

### Gueules
| Figure | Blasonnement et commentaires |
| ------ | --- |
|        | Ville de Virelade D'or à la guivre de gueules couronnée d'azur. |
|        | Ville de Bettviller D'or à la croix de Lorraine de gueules accostée de deux serpents affrontés posés en chevron renversé du même. |
|        | Ville d'Érec D’or à trois têtes de serpent de gueules, languées de sinople. |
|        | Ville de Pomeys (Rhône) D'or à un pommier de sinople fruité de gueules, le fût enroulé d'un serpent du même, accosté de deux étoiles d'azur et soutenu d'un croissant du même.                                                                                         |
|        | Ville de Ayat-sur-Sioule (Puy-de-Dôme) Écartelé, au 1, d'argent à la bande de gueules chargée de trois coquilles d'or, au 2, de sable au chevron d'or accompagné de trois étoiles d'argent, au 3, de gueules au heaume d'argent, au 4, d'argent au serpent de gueules. |
|        | Ville de Hangenbieten D'azur au dextrochère bénissant de Saint Jean l'Evangéliste d'argent paré d'or, mouvant en chef du flanc senestre, au calice aussi d'or, duquel sort un serpent tortillé de gueules.                                                             |
|        | Ville de Vouvant Burelé d'azur et d'argent, à deux serpents de gueules affrontés en pal, leurs queues enroulées. |
|        | Ville de Bełchatów, Pologne |

### Sinople
| Figure | Blasonnement et commentaires |
| ------ | --- |
|        | Ville Le Givre Tiercé en pairle : au premier, de gueules à la mitre d'or ; au second, d'azur au château d'argent, ouvert et couvert de sable ; au troisième, d'or à la bisse de sinople ondoyante en pal.                                                             |
|        | Famille Boysset De sable, à l'épée haute en pal d'argent montée d'or, tortillée d'un serpent de sinople et accostée de deux étoiles d'or ; bordure cousue de gueules du tiers de l'écu, chargée du signe des chevaliers légionnaires, posé au deuxième point en chef. |

### Sable
| Figure | Blasonnement et commentaires |
| ------ | --- |
|        | Ville La Haye D'or a la cigogne d'argent becquée et armée de gueules à la patte perçue tenant dans son bec un serpent de sable. |
|        | Ville de Clairmarais D’or aux deux crosses affrontées de gueules passées en sautoir, cantonnées en chef d’une patte de loup de sable posée en pal et en pointe d’une couleuvre du même tortillée en pal, à la fasce d’azur brochant sur le tout.                                                                                       |
|        | Ville de Saint-Julien-en-Champsaur D'or à la couleuvre de sable, languée du même, posée en pal et ondoyante, au chef de gueules chargé d'une colombe d'argent. |
|        | Ville de Soucht Ecartelé au 1 et 4 d'or à la bande de gueules chargée de trois alérions d'argent, et au 2 de gueules au verre à pied d'or, et au 3 de gueules au sabot du même, sur le tout d'argent à une macle de sable gringolée de deux têtes de serpent, celle du chef penchée à dextre, celle de la pointe s'élevant à senestre. |
|        | Famille de Ruffray D'argent à la guivre de sable lampassée de gueules posée en barre, et à trois glands de sinople avec chatons de sanguine dont un au canton dextre du chef un au flanc senestre de l'écu et un en pointe. |
|        | Ville de Bettlach (Haut-Rhin) D'argent à la bisse ondoyante de sable posée en bande, languée de gueules. |
|        | Pierre Jean Georges Cabanis (1757-1808) D'argent, à la balance soutenue par une verge embrassée d'un serpent, le tout de sable ; quartier des comtes sénateurs. |
|        | Ville de Bitche D'argent au macle gringolé de sable, le premier serpent ondoyant en chef mouvant du flanc senestre de la pièce, la tête vers le chef posée en bande au canton dextre, le second serpent contourné ondoyant en pointe mouvant du flanc dextre de la pièce, la tête vers le chef posée en barre au canton senestre.      |
|        | Ville de La Sentiu de Sió D'argent à une montagne de sinople partant de la pointe, chargée d'un serpent de sable en pal lampassé de gueules. Au sommet de la montagne un ermitage de sable abierta à la cloche du même. |
|        | Famille Larche D'azur, à une balance d'or, le fléau remplacé par un bâton d'Esculape d'or, le serpent de sable, la tête vers senestre ; au canton des Barons Présidents ou Procureurs généraux en Cour impériale. |
|        | Ville de Saint-André-de-la-Roche D'azur au bouc d’or issant d'une mer d’argent ondée de sinople mouvant de la pointe, tenant dans sa gueule un serpent de sable, écaillé d’argent et tortillé en pal, accompagné en canton dextre du chef d’une étoile d’or.                                                                           |
|        | Famille Thaon de Revel D'azur au bouc d'or, issant d'une mer d¹argent flottée de sinople, regardant une étoile d'or posée dans le canton dextre et tenant dans sa bouche un serpent de sable écaillé d¹argent tortillant en pal". |
|        | Ville de Carnas De gueules au château d'argent ouvert et maçonné de sable, surmonté d'un calice d'or d'où émerge une tête de serpent aussi de sable languée aussi d'or. |
|        | Ville de Wundschuh De sinople au pal d'argent surmonté d'un serpent de sable couronné d'or lampassé de gueules. Flanqué de chaque côté d'une épinette d'argent poussant à partir du bord du bouclier. |
|        | Ville de San Vicente de Arévalo Tiercé en chausse. Premier de sinople, au Christ en croix d'argent. Deuxième d'or au corbeau de sable. Tiers d'or au serpent de sable. |

## Serpent d'airain

### Or
| Figure | Blasonnement et commentaires |
| ------ | --- |
|        | Ville de Saint-Léonard-des-Bois (Sarthe). D'azur à la crosse d'or entortillée d'un serpent contourné du même ; à la filière d'or. |
|        | Ville d'Olaszliszka De gueules au serpent d'airain d'or entortillé à une croix d'argent.                                          |
|        | Ville de Lachen. (Schwytz) De gueules au serpent d'airain d'or entortillé à un tau d'argent.                                      |
|        | Norbert Wójtowicz De gueules au serpent d'airain d'or entortillé à un tau de sable.                                               |
|        | Famille Bajbuza Palatinat De gueules ...                                                                                          |

### Argent
| Figure | Blasonnement et commentaires |
| ------ | --- |
|        | Ville-en-Vermois. (54). D'azur au bâton d'argent, mouvant de la pointe, posé en pal et sur lequel s'enroule un serpent du même, accompagné de quatre étoiles d'or.                                                                                                |
|        | Famille Boyer Écartelé : au I, d'azur à la main appaumée d'or ; au II, des barons officiers de la maison de l'Empereur ; au III, de gueules à la verge en pal d'or, tortillée d'un serpent d'argent ; au IV, d'azur au coq hardi d'or, crêté et barbé de gueules. |
|        | Famille Ambrożewicz. (Clan Wąż). De gueules ... |

### Gueules
| Figure | Blasonnement et commentaires |
| ------ | --- |
|        | Ville de Karlsburg D'argent ... |
|        | Ville de Tokaj, Hongrie D'azur à trois colines de sinople. Sur le monticule central se trouve un serpent d'airain de gueules entortillé à une croix d'or. Sur les deux autres monticules se trouvent des vignes aux grappes luxuriantes de même. Sur le drapeau le serpent d'airain est de cuivre. |

### Sinople
| Figure | Blasonnement et commentaires |
| ------ | --- |
|        | Famille Corvisart Ecartelé, au I, d'or au cœur de gueules ; au II, du Franc-quartier des Barons tirés des Corps Savants ; au III, de gueules au lion d'argent ; au, IV d'argent au serpent de sinople enlaçant une cotice alesée de sable en pal.           |
|        | Famille Asteazu Guipuscoa D'argent à trois pieux de gueules posés en pal, celui du milieu plus haut, autour desquels s'enroule un serpent senestré de sinople, lampassé de gueules, accompagnés en chef de quatre clefs de sable passées en sautoir 2 et 2. |

### Sable
| Figure | Blasonnement et commentaires |
| ------ | --- |
|        | Famille Chifoliau D'azur, au pal d'or chargé d'un bâton de sable accolé d'un serpent du même ; champagne de gueules du tiers de l'écu chargée du signe des chevaliers légionnaires. |

## Serpent ailé
| Figure | Blasonnement et commentaires |
| ------ | --- |
|        | Famille de La Monneraye D’or à la bande de gueules, chargée de trois têtes de lion arrachées d’argent et accostée de deux serpents volants d’azur.                                |
|        | Ville de Hiis (65) D'argent au serpent ailé de sable posé en pal, au chef d'azur chargé d'une étoile de six rais d'or accostée de deux croissants du même.                        |
|        | Ville de Artalens-Souin (Hautes-Pyrénées) D'argent au serpent ailé de sable posé en pal, au chef d'azur chargé d'une étoile de six rais d'or accostée de deux croissants du même. |
|        | Famille Le Gentil D'azur au serpent volant d'or. |
|        | Ville de Limeyrat D'azur a trois serpents ailés d'or. |

## Serpent entrelacé
| Figure | Blasonnement et commentaires |
| ------ | --- |
|        | Ville de Coulommiers (Seine-et-Marne) D’azur au colombier rond d’or maçonnée de sable, sommé d’une lanterne couverte en boule d’argent et girouettée d’or, la porte fermée et ferrée et celle de la lanterne de même, le dit colombier accosté de deux serpents aussi d’or langués de gueules, affrontés et entrelacés par la queue en pointe, la lanterne adextrée en chef de quatre colombes d’argent dont deux sortent et deux rentrent, et senestrée de quatre colombes aussi d’argent, dont trois rentrent et une sort. |

## Serpent poignardé
| Figure | Blasonnement et commentaires |
| ------ | --- |
|        | Ville de Friol Premier D'azur à la tour d'argent, maçonnée de zibeline ; deuxième d'argent au jeune homme poignardant un serpent de sinople. |

## Serpent hybride
| Figure | Blasonnement et commentaires |
| ------ | --- |
|        | Ville de Ferrières D'or à une tête de Méduse de gueules. |
|        | Ville de Cerbère Écartelé : au 1er d’or à la grappe de raisin de pourpre feuillée d’une pièce de sinople, au 2e d’azur à la barque catalane d'argent voguant sur une mer d’azur, au 3e d'azur au cerbère tricéphale à une queue de serpent d’or, au 4e d'or à quatre pals de gueules. |
|        | Desier le Fier D’argent à une hydre à sept têtes de gueules, languée de sinople. |

## Caducée
| Figure | Blasonnement et commentaires |
| ------ | --- |
|        | Ville de Saint-Pierre (Martinique) D'azur au caducée d'or... |
|        | Ville de Saint-Pantaléon (Vaucluse) D'azur au caducée d'or, au chef du même chargé d'une fleur de lys, accostée de deux tours, le tout d'azur. |
|        | Ville de Mercurey De gueules au caducée d’argent, chaussé d’or chargé de deux grappes de raisin au naturel. |
|        | Ville de Cosne-d'Allier (03) Tiercé en pairle, au premier de gueules à la coquille d'or ; au deuxième d'azur au caducée aussi d'or ; au troisième aussi d'azur à l'épée de Saint Martin renversée aussi d'or ; au pairle d'argent brochant sur la partition. |

## Basilic
| Figure | Blasonnement et commentaires |
| ------ | --- |
|        | Ville de Chanville, D'azur, à la bande d'argent, accompagnée en chef d'un basilic couronné et en pointe d'une étoile de six rais le tout d'argent. |

## Selma
| Figure | Blasonnement et commentaires |
| ------ | --- |
|        | Commune de Seljord, Selma (créature lacustre) De gueules à un Selma d'or. Lindworm (seaserpent), dans l'héraldique scandinave, il fut peut-être filmé par une jeune norvégienne, visitant le lac avec ses parents. |

## Graoully
| Figure | Blasonnement et commentaires                                                                            |
| ------ | --- |
|        | Ville de Le Sablon (Moselle) De gueules au Graoully d'argent, brochant sur une crosse d'or posée en pal |

## Dragon
| Figure | Blasonnement et commentaires |
| ------ | --- |
|        | Ville de Dracy-le-Fort D'argent à deux lances de gueules passées en sautoir, à l'écusson de sinople chargé d'un dragon d'or, brochant sur le tout. |
|        | Ville de Saint-Georges-de-Levejac D'argent à un pal de gueules chargé d'un dragon d'or et accoté de deux serpents affrontés de gueules, mis en pal. |
|        | Ville de Piblange D'argent à une croix de gueules, cantonnée de quatre pattes d'aigle de sable au dragon d'or en abîme. |
|        | Famille de Condorcet D'azur au dragon volant d'or, lampassé et armé de sable à la bordure du même. |
|        | Ville de Cambligneul D’azur au dragon d’or. |
|        | Royaume des Vandales D'or au dragon de gueules. |
|        | Ville de Nébing De gueules à une fasce d'argent, et un dragon d'or brochant sur le tout. |
|        | Ville de Draguignan De gueules au dragon d’argent. |
|        | Ville de Ancy-sur-Moselle De gueules au dragon d'argent, surmonté d'une croisette d'or. |
|        | Emblème du Viêt Nam D'or à trois pals de gueules au dragon d"azur brochant sur le tout. |
|        | Ville de Bazarnes Parti mi-coupé à senestre ; au premier d'or au dragon de gueules, au deuxième d'azur à une crosse (abbatiale) d'or et d'une gerbe de blé du même brochante, au troisième de vair d'argent et d'azur ; à une vergette de gueules brochant sur la partition. |
|        | Famille de Breitbach Buerresheim D'argent au dragon de gueules. |
|        | Ville de Plomelin D'argent à un dragon de gueules, au collier d'argent chargé de mouchetures d'hermine ; à la bordure de sinople. |
|        | Fédération de football de Galles D'argent au dragon de gueules, à la bordure de sinople. |
|        | Ville de Saint-Front-de-Pradoux De sinople à la croix d'or, au dragon de gueules brochant en cœur. |
|        | Jean de Corbeil D'or, au dragon volant de sinople, lampassé de gueules. |
|        | Famille du Drac D'or, au dragon de sinople couronné et lampassé de gueules. |
|        | Ville d'Urschenheim D'argent au dragon de sinople lampassé de gueules. |
|        | Ferdinand de Portugal (1217-1246) l’Infant de Serpa. D'argent au vouivre (serpe) de sinople, à la bordure componée d’argent chargé d’un écu d'azur semé de besants d'argent et de gueules chargé d’un château d’or. Ferdinand a porté comme blason une Vouivre (Serpe en Portugais), symbole de la ville de Serpa, avec une bordure où, en alternance, sont représentés un écusson des armes du Portugal (ascendance paternelle) et celles de Castille (ascendance maternelle). En raison de la possession de la seigneurie de la ville de Serpa, donnée par son frère, le roi Sanche II de Portugal, Ferdinand était connu comme l’Infant de Serpa. |
|        | Ville de Gennetines Parti, au premier de gueules à une branche de genêt d'or tigé et feuillé de sinople, au second d'argent à un dragon de sinople armé et lampassé de gueules. |
|        | Ville de Saint-georges-sur-cher D'argent à l'épée abaissée de gueules en chef soutenue d'un dragon contourné de sinople mouvant de la pointe ; mantelé de gueules, au chef-retrait ondé du champ. |
|        | d'Ariohan, Prince de Sessoigne (Saxe), armes imaginaires D'argent au dragon de sable armé et lampassé de gueules. |

## Saint Georges terrassant le dragon
| Figure | Blasonnement et commentaires |
| ------ | --- |
|        | Ville de Melsheim D'azur à Saint Georges équestre armé d'or de toutes pièces, perçant de sa lance la tête contournée d'un dragon du même, le cheval d'argent sellé de gueules |
|        | Ville de Bord-Saint-Georges D'azur à saint Georges à cheval d'or, portant un écu d'argent à la croix de gueules et terrassant un dragon d'or ; à la bordure cousue de gueules. |
|        | Ville de Curicó De sinople à Saint Georges d'argent à la monture de sable terrassant un serpent d'or. |
|        | Ville de Saint-martin-des-bois De sinople à Saint Georges d'argent, le manteau voltigeant d'azur bordé d'or, monté sur un cheval aussi d'argent harnaché et sellé de gueules, et terrassant d'une croix latine renversée de sable à longue hampe un dragon d'or, au chef cousu de gueules chargé de trois fleurs de lys d'or.                                                                            |
|        | Ville de Saint-Georges-Nigremont (Creuse) De sinople à saint Georges à cheval d'or au bouclier d'argent à la croix de gueules tuant un dragon d'or ; au chef tiercé en pal, au 1) d'azur au lion d'or, au 2) de gueules au léopard d'argent et au 3) d'azur à trois poissons d'argent rangés en pal. |
|        | Ville de Saint-Georges-les-Landes De pourpre à saint Georges équestre d'or tenant un bouclier d'argent chargé d’une croix de gueules, terrassant de sa lance d'or un dragon de même. |
|        | Ville de Saint-georges-d'orques De gueules à Saint Georges d'argent monté sur un cheval d'or harnaché du champ terrassant un dragon aussi d'argent. |
|        | Ville de Auvers-Saint-Georges De sinople à saint Georges à cheval, terrassant le dragon, le tout contourné d'argent et soutenu de deux coquilles d'escargot du même. |
|        | Ville de Saint-Georges-sur-Allier De sinople au saint Georges d'argent à la cape de gueules terrassant un dragon d'argent aux ailes de gueules, accompagné de trois étoiles d'or, deux en chef et une en pointe. |
|        | Ville de Saint-Georges-d'Oléron D'argent à saint Georges du même, debout sur une barque habillée de gueules, posée de trois quarts, voguant sur une mer d'azur agitée d'argent, saint Georges transperçant de sa lance un dragon mariné de gueules nageant dans ladite mer. |
|        | Ville de Saint-Georges-sur-Eure D'argent à saint Georges contourné de carnation, armé de pied en cap de sable, le manteau voltigeant de gueules, sur son cheval au naturel harnaché de sable et sellé d'azur, terrassant de sa lance d'argent un dragon de sinople lampassé de gueules. |
|        | Ville de Castillon D’argent au château de sable, maçonné d’or et ajouré de gueules, au franc quartier du même chargé de saint Georges à cheval du champ terrassant un dragon de sinople. |
|        | Ville de Sospel De gueules à Saint Georges à cheval d’argent terrassant un dragon couché de sinople. |
|        | Ville de Saint-Georges-du-Vièvre D’azur à Saint Georges de carnation en cotte de fer, surcot et cape de gueules, chevauchant un destrier cabré d’argent et terrassant d’une croix latine à longue hampe de sable ferré du même une vive aussi de sable dressé, le tout contourné posé sur une motte d’or mouvant de la pointe de l’écu et brochant à la fois sur le champ et sur un marécage de sinople. |
|        | Ville de Saint-Georges-sur-Baulche De sinople à la fasce ondée d'argent, sur le tout un Saint George du même nimbé d'or, portant d'argent à la croix de gueules, monté sur son cheval aussi d'argent et térassant de sa lance aussi d'or un dragon de sable armé, lampassé et allumé de gueules ; le tout accompagné à dextre d'une crosse abbatiale aussi d'or.                                         |

## Saint Michel terrassant le dragon
| Figure | Blasonnement et commentaires                                                                                                   |
| ------ | --- |
|        | Ville de Lautenbach D'azur à Saint Michel archange d'or sur un dragon du même, qu'il transperce de sa lance de sable en barre. |
|        | Ville de Soufflenheim De gueules à Saint Michel Archange terrassant le dragon, armé de sa lance, le tout d'or.                 |
|        | Famille Michel D'azur, à un Saint-Michel d'or tenant sous ses pieds un dragon d'argent lampassé et miraillé de gueules.        |

## Sainte Marguerite priant au dragon terrassé
| Figure | Blasonnement et commentaires |
| ------ | --- |
|        | Ville de Hodent Parti au 1) mi parti d'azur à l'écusson d'or accompagné de trois fleurs de lys du même et chargé de trois besants du champ au 2) d'or à Sainte Marguerite contourné priant au dragon terrassé brochant a ses pied le tout d'azur. |

## Dragon foudroyé, transpercé
| Figure | Blasonnement et commentaires |
| ------ | --- |
|        | Ville de Saint-Dyé-sur-Loire D'or au dragon de sinople foudroyé par un éclair de gueules mouvant de l'angle dextre du chef, à la filière d'azur.                                                                                              |
|        | Ville de Saint-Georges-en-Couzan De sinople au pont d’argent maçonné de sable, accompagné en chef de trois roues de moulin d'or, mal ordonnées et en pointe d’un dragon d’or, armé et lampassé de gueules, transpercé d’une épée versée d’or. |
|        | Ville de Saint-Hilaire-sur-Benaize D'or à une crosse de sable, au dragon de gueules brochant ; chaussé engrêlé d'azur chargé de deux poissons courbés d'argent affrontés en pal.                                                              |

## Engoulant

### Or
| Figure | Blasonnement et commentaires |
| ------ | --- |
|        | Calogrenant De gueules à une guivre d’or engoulant un enfant de même. |
|        | Ville de La Rochegiron De sinople à une guivre d'or engoulant un enfant de même, coupé d'or à la bande de sable. |
|        | Famille Arribillaga, Irun D'azur à la bande d'or engoulée de deux têtes de dragons du même, et accompagnée de deux fleurs de lys d'or, une en chef et une en pointe. |
|        | Famille stigar, Irun Parti, au 1 d'or à deux loups passants de sable, lampassés de gueules, posés l'un sur l'autre ; au 2 d'azur à une bande d'or engoulée de deux têtes de dragons du même. |
|        | Famille Azcue, Fontarrabie D'azur à une bande d'or engoulée de têtes de dragons du même. A la bordure échiquetée d'argent et de gueules de deux tires. Alias: échiquetée d'argent et d'azur. |
|        | Famille Alzate, Elgoibar D'azur à une bande d'or engoulée de têtes de dragons du même. A la bordure échiquetée d'argent et de gueules de deux tires. Alias: échiquetée d'argent et d'azur. |
|        | Famille Ayalde, (Guipuscoa Écartelé, aux 1 et 4 d'azur à une bande d'or engoulée de têtes de dragons du même, lampassées de gueules ; aux 2 et 3 d'argent au loup passant de sable et lampassé de gueules. |
|        | Famille Alza, Guipuscoa D'azur à une bande d'argent, engoulée de têtes de dragons d'or, lampassées de gueules, accompagnée en chef d'une étoile d'or et eu pointe d'un croissant d'argent. |
|        | Famille Monzon, Navarre D'azur à une bande d'argent engoulée de deux têtes de dragons d'or, lampassées de gueules, accompagnée en chef d'une jarre d'or chargée de cinq iris d'argent, et en pointe d'une fleur de lys d'or. |
|        | Famille Aeza, Biscaye D'azur à une bande d'argent engoulée de deux têtes de dragon d'or lampassées de gueules, accompagnée en chef d'une étoile à huit rais d'or, et en pointe d'un croissant d'argent. |
|        | Famille Arteaga, Biscaye Parti, au 1 de gueules à la bande d'or engoulée de têtes de dragons du même ; au 2 d'argent au chêne de sinople sur une onde d'azur et d'argent, accosté de deux chaudrons de sable. |
|        | Famille Gomez de Lesaka, Bortziriak Parti, au 1 de sinople au château d'argent surmonté d'une étoile d'or, au 2 de gueules à la bande d'or engoulée de têtes de dragons du même, lampassées de gueules, accompagnée de deux étoiles aussi d'or, une en chef, une en pointe. |
|        | Famille Mujica, Villafranca De sinople à la bande d'or engoulée de deux têtes de dragons du même, lampassées de gueules, accostée de deux écussons d'argent chargés chacun de quatre fasces d'azur. |
|        | Famille Albizu, Guipuscoa Écartelé, au I d'azur au chaudron d'argent pendant du chef par une chaîne d'or, accompagné en pointe, à dextre et à senestre, des lettres d'or Su et Su ; au 2 de sinople à la bande d'or engoulée de têtes de dragons du même et chargées en lettres de sable du nom Albizu ; au 3 d'or à la cuve d'argent cerclée de trois pièces de sable ; au 4 d'azur au senestrochère armé d'argent tenant une hache d'armes du même. A la bordure générale de gueules chargée de huit feuilles de peuplier d'argent. |
|        | Carmen Franco, 1st Duchess of Franco De pourpre, à la bande d'or engoulée de deux têtes de dragon de même, languées de gueules, accompagnée de colonnes d'Hercule, celle de la pointe surmontée d'une couronne impérial et la devise "Plus", celle du chef surmontée de la couronne nationale et la devise "Ultra". |

### Argent
| Figure | Blasonnement et commentaires |
| ------ | --- |
|        | Ville de Dardenac Écartelé : au 1er d'azur à trois pattes de griffon d'or armées de sable, au 2e d'argent au chevron d'azur accompagné de trois molettes de gueules, au 3e d'or à la guivre d'argent engoulant un enfant de carnation, au 4e d'azur à cinq étoiles d'or ordonnées en sautoir. |
|        | Famille Lazcano, Guipuscoa D'azur à une bande d'or engoulée de deux têtes de dragons d'argent, accompagnée en chef d'un croissant contourné d'argent et en pointe d'une étoile d'or. |
|        | Famille Maeztu, Alava D'azur à la bande d'or engoulée de deux têtes de dragons d'argent, lampassées du même, et accompagnée en chef d'un T d'or, et en pointe d'une fleur de lys aussi d'or.                                                                                                  |
|        | Famille Abaunza, Biscaye D'azur à une bande d'or chargée d'une cotice de gueules, la bande engoulée de deux têtes de dragon d'argent. |
|        | Famille Erezuma, Biscaye De gueules à la bande d'or engoulée de deux têtes de dragons cousues d'argent, lampassées de gueules ; à la bordure échiquetée de deux traits d'azur et d'argent. |
|        | Famille Ada, Basse-Navarre Parti, au 1 de gueules à la bande d'or engoulée de têtes de dragons d'argent, lampassés de gueules ; au 2 échiqueté d'azur et d'argent. A la bordure générale d'or chargée d'une chaîne d'azur de huit maillons.                                                   |

### Azur
| Figure | Blasonnement et commentaires                                                                                          |
| ------ | --- |
|        | Famille Visconti D'argent à la guivre d'azur, halissante de gueules et couronnée d'or engoulant un enfant de gueules. |

### Gueules
| Figure | Blasonnement et commentaires |
| ------ | --- |
|        | Famille Mendizabal, Guipuscoa Tranché d'or et d'azur, l'or chargé de trois cœurs de gueules, l'azur d'une fleur de lis d'or ; et une bande d'argent engoulée de deux têtes de dragons de gueules, brochant sur la partition. |

### Sinople
| Figure | Blasonnement et commentaires |
| ------ | --- |
|        | Ville de Saumane (Alpes-de-Haute-Provence) De sinople à un pal d'or ; coupé d'or à une givre de sinople engoulant un enfant de même. |
|        | Clan Wąż dont fait partie Guillaume Apollinaire (Famille Kostrowicky). De gueules au serpent de sinople couronné d'or engoulant une pomme d'or tigée et feuillée de sinople. |
|        | Famille Bustamante Parti, au 1 d'or à trois tourteaux d'azur ; au 2 de gueuleS à la bande d'or engoulée de deux têtes de dragons de sinople, lampassés du même. A la bordure générale d'azur chargée de trois fleurs de lys d'or. |
|        | Famille Justiz, Fontarrabie Écartelé, aux 1 et 4 d'azur au château d'or accosté de deux lions du même ; aux 2 et 3 de gueules à une bande d'or engoulée de deux têtes de dragons de sinople, lampassés de gueules. A la bordure générale d'azur chargée de huit étoiles d'or. |
|        | Famille Berroa, Irun Écartelé, aux 1 et 4 d'or au chêne de sinople ensanglanté d'or, sur une onde d'azur et d'argent, accompagné au pied de l'arbre d'un loup de sable, armé et lampassé de gueules ; au 2, d'azur à une tour d'argent du sommet de laquelle est issant un bras armé tenant une épée, garnie d'or et la lame d'argent ; au 3 de gueules à la bande d'or engoulée de deux têtes de dragons de sinople. A la bordure générale de gueules chargée de neuf flanchis d'or. |
|        | Famille Oa, Guipuscoa De gueules à la bande de trois losanges d'or engoulée de deux têtes de dragons de sinople, accostée de trois fleurs de lys d'or, 2 en chef et 1 en pointe. |
|        | Famille Balardi, Saint-Jean Parti, au 1 d'or à cinq feuilles de peuplier de sinople posées en sautoir, accompagnées en pointe d'un chaudron de sable ; au 2 de gueules à la bande d'argent engoulee de têtes de dragons de sinople lampassées de gueules. À la bordure générale d'azur chargée de quatre croissants d'argent et quatre flammes d'or alternés. |
|        | Famille Noble, Basse-Navarre De gueules à une bande de sinople engoulée de deux têtes de dragons du même. |

### Sable
| Figure | Blasonnement et commentaires                                                     |
| ------ | -------------------------------------------------------------------------------- |
|        | Famille Bereterbide D'or à une bande de sable engoulée de deux têtes de dragons. |

## Ornement extérieur de l'écu
| Figure | Blasonnement et commentaires |
| ------ | --- |
|        | Poste anglaise (en) Cimier : Un lion saisissant dans sa patte avant dextre un caducée d'or. |
|        | Famille von Reutern (en) Cimier : un caducée d'or entourée d'un vol d'azur aux six besants d'argent. |
|        | Grandes armoiries de Bruxelles en 1730 Tenant : De |
|        | Famille Middleton (en) Cimier : un loup d'azur, qui est Lupton family (en) , gorgé d'un collier de roses d'argent, barbelé et épépiné au propre, soutenant à la patte avant dextre un caducée d'or aux serpents de gueules. |
|        | Ville de Marseille Cimier : Le Caducée symbolise "Echange et Commerce". |
|        | Santé de l'Armée nationale de Colombie (es) D'argent à la croix de gueules chargée d'un miroir d'or où se mire un serpent de même. Cimier : Un serpent d'azur                                                               |
|        | Republic of Vietnam (1967–1975) Tenants : Deux dragons d'azur |
|        | Ville de Querétaro Cimier : Une aigle combattant en tenant dans son bec un serpent de sinople |